# Piper hochiense
Piper hochiense är en pepparväxtart som beskrevs av Y.C. Tseng. Piper hochiense ingår i släktet Piper och familjen pepparväxter. Inga underarter finns listade i Catalogue of Life.